# Phalacrocorax brasilianus

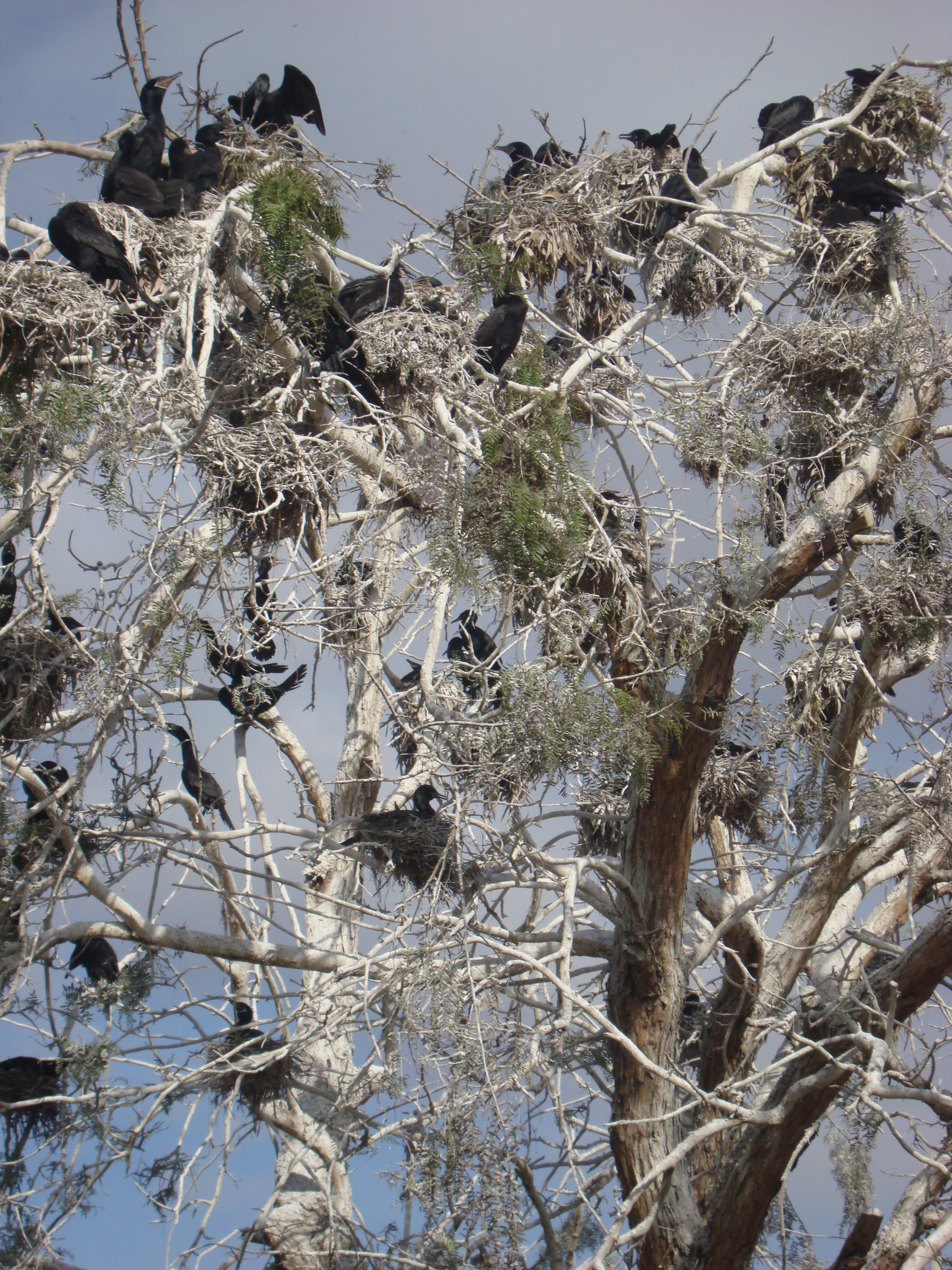
Descanso de yecos en Iquique, Chile.

El cormorán neotropical (Phalacrocorax brasilianus), también conocido como biguá, mbiguá, cormorán, cormorán negro, cuervo de mar, corúa de agua dulce, corúa chica, yeco, pato yeco, pato cuervo cuervo o patillo, es una especie de ave suliforme de la familia Phalacrocoracidae. Es un ave marina que se distribuye geográficamente a lo largo de los trópicos y subtrópicos americanos, del Río Bravo y el Golfo de México y costas californianas de los Estados Unidos al sur a través de México, Centroamérica y en América del Sur. También se encuentra en las islas de Bahamas, Cuba, Trinidad y Tobago.

## Taxonomía
Las poblaciones del norte de Nicaragua, se denominan cormoranes mexicanos u oliváceos, y muchos autores tratan a ésta como una especie separada (Phalacrocorax olivaceus). Aquellos autores que perciben una sola población la mantienen como una sola especie y las aves del norte las clasifican como la subespecie Phalacrocorax brasilianus mexicanus y las aves del sur como pertenecientes a la subespecie Phalacrocorax brasilianus brasilianus.
En 2014 se analizaron las relaciones filogenéticas de los comoranes, secuenciado más de 8000 pares de bases de ADN y como resultado se propuso que el clado Nannopterum, al que pertenece esta especie, debe ser tratado como un género diferente  de Phalacrocorax, y que el nombre científico de la especie debe ser, por consiguiente, Nannopterum brasilianus.

## Descripción
Esta ave tiene un largo total de 70 a 75 cm, una envergadura alar de 100 cm, y pesa de 1 a 1,5 kg; las aves de las poblaciones del sur tienden a ser más grandes que las aves más septentrionales. 
Es delgado, y pequeño comparado con Phalacrocorax auritus que es la especie más grande y pesada. Tiene una cola larga y frecuentemente sostiene su cuello en una forma de S. El plumaje adulto es principalmente negro, con un parche de garganta de amarillo-castaño. Durante la temporada de cría, aparecen mechones blancos a los lados de la cabeza, y el parche de la garganta desarrolla un borde blanco. Los juveniles son de color pardusco.

## Comportamiento

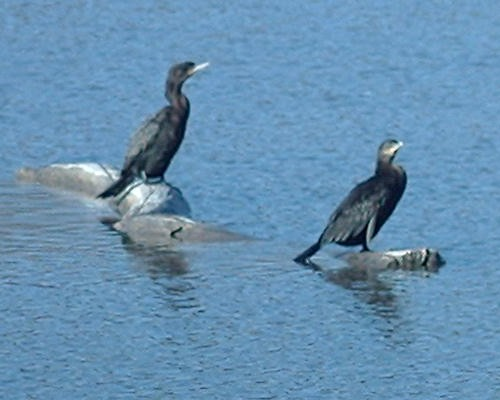
Cormoranes neotrópicos en el Refugio Nacional de Vida Silvestre Bosque del Apache.

A esta especie es común verla posada sobre postes de alambrados, en lagunas de poca profundidad, siempre cerca o sobre el agua. Es un residente permanente, pudiendo algunas poblaciones migrar al norte, durante el invierno del Hemisferio Sur.
Su dieta consiste principalmente de peces pequeños, pero también come renacuajos, ranas e insectos acuáticos. Este cormorán busca alimento zambulléndose debajo del agua, mientras se propulsa con sus patas. Suele alimentarse en grupos.

### Reproducción
Son monógamos y procrean en colonias. El nido es una plataforma de ramitas con una depresión en el centro rodeado con ramitas y gramillas. Ponen hasta cinco huevos blanquecinos, azulados y blancos. Ambos sexos incuban durante aproximadamente 25–30 días, y ambos padres alimentan los jóvenes hasta alrededor de 11 semanas. A la duodécima semana los pichones son independientes. Tiene una camada de cría por año.

## Plaga
El pato yeco anida en los árboles, los que se secan debido a la acidez de sus fecas. Por esta razón en las ciudades costeras del norte de Chile el pato yeco es considerado una especie dañina, siendo declarado como tal por el Servicio Agrícola y Ganadero, el cual permite su caza desde 10 a 15 ejemplares por jornada, dependiendo de la zona de Chile.

## Referencias

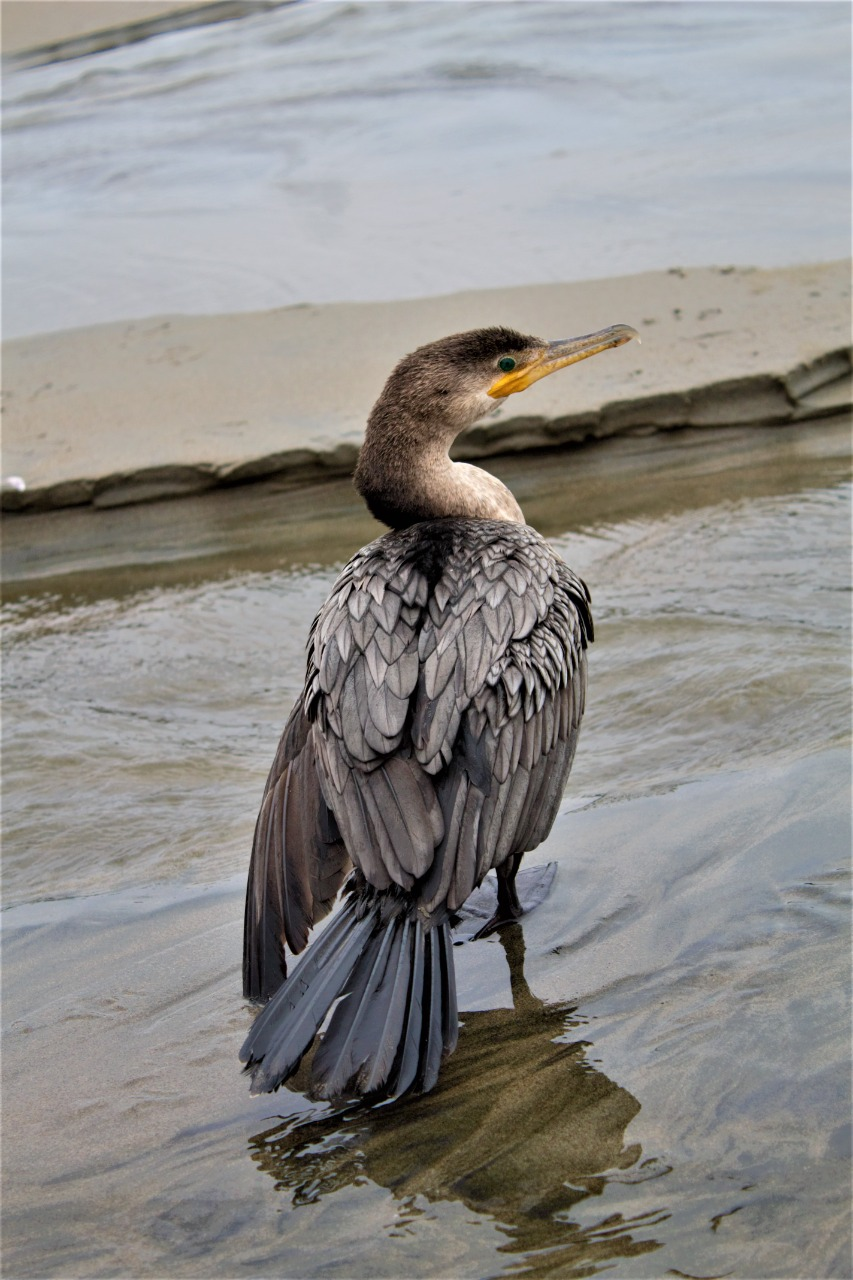
Cormorán (Phalacrocorax brasilianus) en playa Agua Dulce, Lima.